# Mecubúri
Mecuburí es una villa y también uno de los veintiún distritos que forman la provincia de Nampula en la zona septentrional de Mozambique, región fronteriza con las provincias de Cabo Delgado de Niassa y de Zambezia . Región ribereña del Océano Índico.
La sede de este distrito es la villa de Mecubúri.

## Características
El río Lúrio situado al norte del distrito es la frontera con la provincia de Cabo Delgado, distrito de Namuno;
linda al oeste con el distrito de Lalaua y de Ribaué;
al sur con el de Nampula;
y al este con los de Namapa-Eráti y de Muecate.
Tiene una superficie de 7 315 km² y según datos oficiales de 1997 una población de 118 726 habitantes, lo cual arroja una densidad de 16,4 habitantes/km². En el año 2005 contaba con 142 687 habitantes.

## División administrativa
Este distrito, formado por diez localidades, se divide en cuatro puestos administrativos (posto administrativo), con la siguiente población censada en 2005:
- Mecubúri, sede y 76 485 (Issipe, Momane, Nahipa-Marrirrrimue y Natala-Popue).
- Milhana, 14 910.
- Muite, 25 894 (Napai y Ratane).
- Namima, 25 398.